# Клетыще
Клеты́ще (бел. Клятышча, полес. Кляты́шчы) — деревня в Кобринском районе Брестской области Белоруссии. Входит в состав Дивинского сельсовета.
По данным на 1 января 2016 года население составило 95 человек в 55 домохозяйствах.

## География
Деревня расположена в 6 км к северу от белорусско-украинской границы, в 38 км к юго-востоку от города и станции Кобрин, в 5 км к юго-западу от Дивина и в 75 км к востоку от Бреста.
На 2012 год площадь населённого пункта составила 2,25 км² (225 га).

## История
Населённый пункт известен с 1566 года. В разное время население составляло:
- 1999 год: 99 хозяйств, 229 человек;
- 2005 год: 82 хозяйства, 167 человек;
- 2009 год: 125 человек;
- 2016 год[2]: 55 хозяйств, 95 человек;
- 2019 год[1]: 63 человека.